# جون همفري سمول
جون همفري سمول (بالإنجليزية: John Humphrey Small)‏ هو محامي وسياسي أمريكي، ولد في 29 أغسطس 1858 في واشنطن في الولايات المتحدة، وتوفي بنفس المكان في 13 يوليو 1946. حزبياً، نشط في الحزب الديمقراطي. وقد انتخب عضو مجلس النواب الأمريكي.